# Беверлей-роуд (линия Брайтон, Би-эм-ти)
|   |     |     |     |     |   |
| · | · л | · э | · э | · л | · |

|   |     |     |     |     |   |
| · | · л | · э | · э | · л | · |

«Беверлей-роуд» (англ. Beverley Road) — станция Нью-Йоркского метрополитена, расположенная на линии Брайтон, Би-эм-ти. Станция находится в Бруклине, в округе Флэтбуш, между Восточной 15-й и Восточной 16-й улицами, в районе их пересечения с Беверли роуд. На станции останавливается маршрут Q (круглосуточно). Станцию проходит без остановки маршрут B (в будни днём и вечером до 23:00).

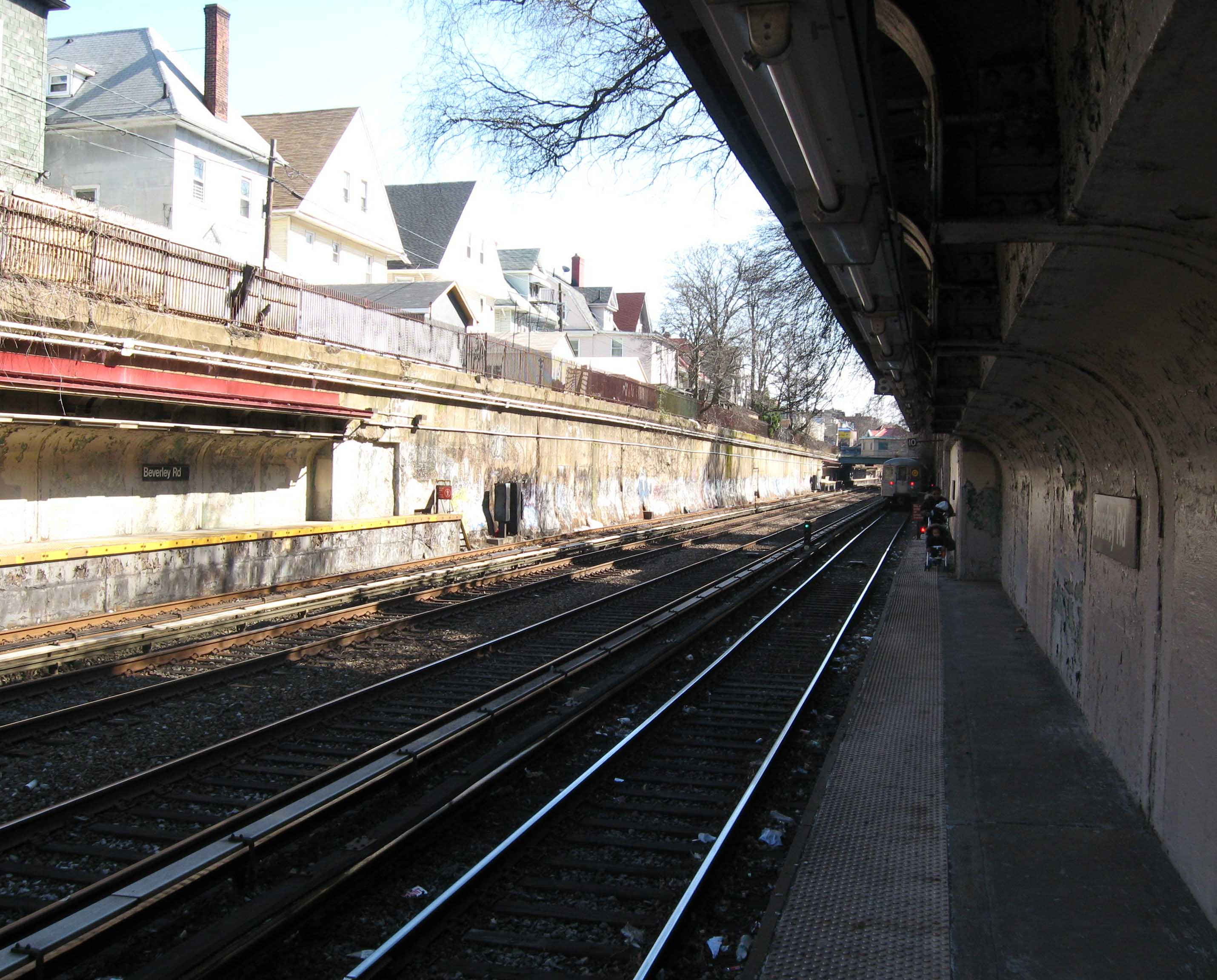
Вид в сторону Cortelyou Road

Станция была открыта в 1900 году, тогда ещё на двухпутной линии, расположенной на уровне домов к югу от переезда Беверли роуд. Станция была открыта в рамках проекта «Prospect Park South». В 1907 году наземную линию поместили в овраг, там были возведены новые платформы, а также открыт вестибюль станции. Так станция выглядит и сейчас.
Станция представлена двумя боковыми платформами, обслуживающими только внешние (локальные) пути четырёхпутной линии. Платформы оборудованы навесом. В северной половине платформы изгибаются, что даёт пассажирам отличный обзор ближайших поездов — от Church Avenue до Newkirk Plaza. Единственный выход со станции приводит на Беверли-роуд, между Восточной 15-й и Восточной 16-й улицами.
Это не единственная станция метро, расположенная на Беверли-роуд. К востоку, в месте её пересечения с Ностранд-авеню есть ещё одна станция, расположенная на линии IRT Nostrand Avenue Line и также названная в честь этой улицы. Однако написание названий этих двух станций различается: если на BMT Brighton Line станция именуется Beverley Road, то на IRT Nostrand Avenue Line — Beverly Road. Этот разнобой является отражением существовавшей в прошлом традиции писать название этой улицы по-разному в двух разных её частях.
Расстояние между этой станцией и соседней Кортелью-роуд составляет чуть меньше 180 метров — это кратчайший перегон в Нью-Йоркском метро между двумя соседними станциями. Длина состава при этом составляет около 200 метров, поэтому, когда первый вагон заезжает на платформу следующей станции, последний ещё не покинул платформу предыдущей. Этот перегон стал самым коротким, когда в 1995 году была закрыта станция Дин-стрит на линия Франклин-авеню, Би-эм-ти.